# Indischer Ketten- und Plattenpanzerhelm
Ein Indischer Ketten- und Plattenpanzerhelm , auch ind. Zirah Bakter, ist eine Schutzwaffe aus Indien.

## Beschreibung
Ein Indischer Ketten- und Plattenpanzerhelm besteht aus Kettengliedern, die miteinander feuerverschweißt sind. Diese Kettenglieder bilden die Grundform des Helmes. Zwischen den Kettengliedern sind zwölf unterschiedlich geformte Eisenplatten eingearbeitet, die den Schutz für den Kopf verstärken. Die Platten sind an den empfindlichsten Stellen des Kopfes, wie Schädeldecke, Stirn, Kopfseiten, Genick, Hinterkopf und Kehle angebracht. Sie sind mit dem Kettengewebe ebenfalls durch Kettenglieder verbunden. Das Gesicht bleibt beim Tragen des Helmes frei. Helme dieser Art finden sich in Indien und in etwas anderer Konstruktion auch in Persien. Der hier beschriebene Helm wurde bei der Belagerung von Seringapatam während des Vierten Mysore-Kriegs im Jahr 1799 erbeutet. Die dazugehörigen indischen Körperrüstungen dieser Zeit sind nach gleichem Muster gearbeitet.